# ديف بوسويل
ديف بوسويل (بالإنجليزية: Dave Boswell)‏ هو لاعب كرة قاعدة أمريكي، ولد في 20 يناير 1945 في بالتيمور في الولايات المتحدة، وتوفي في 11 يونيو 2012 في Joppa, Maryland ‏ في الولايات المتحدة بسبب نوبة قلبية.

## وصلات خارجية
- ديف بوسويل على موقعبيزبول رفرنس.كوم (الدوري الرئيسي) (الإنجليزية)
- ديف بوسويل على موقعبيزبول رفرنس.كوم (الدوري الثانوي) (الإنجليزية)
- ديف بوسويل على موقع مشجعي الرسوم البيانية (الإنجليزية)